# Como la flor
Como la flor (span. für Wie die Blume) ist ein Lied der Sängerin Selena Quintanilla-Pérez, das Ende 1991 von ihrem Bruder A. B. Quintanilla in Zusammenarbeit mit Pete Astudillo, einem weiteren Mitglied von Selenas Begleitband Los Dinos, während einer Tournee verfasst wurde. Das Lied wurde erstmals auf dem 1992 erschienenen Album Entre a Mi Mundo veröffentlicht und war in der Regel das Lied, mit dem ein Konzert eröffnet oder beendet wurde. Es war auch das Lied, mit dem Selena am 26. Februar 1995 ihr letztes Konzert im Astrodome von Houston, Texas, beendet hatte und somit das letzte Lied, das sie live auf einer Bühne gesungen hat.

## Inhalt
Das Lied erzählt die Geschichte einer Frau, die sich von ihrem Freund trennt, nachdem er eine neue Beziehung eingegangen ist. Rückblickend vergleicht sie ihre vergangene Liebe mit dem Verwelken der Blume, die er ihr einst so liebevoll überreicht hatte. Nachstehend die entsprechende Passage aus dem Lied:
| Spanisch                                                                                                | Deutsche Übersetzung |
| --- | --- |
| Como la flor Con tanto amor me diste tú Se marchitó Me marcho hoy Yo sé perder Pero, ay, cómo me duele. | Wie die Blume, Die du mir mit soviel Liebe gabst, Verwelkt ist, Verlasse ich dich heute. Ich weiß, dass ich verloren habe Und es tut so furchtbar weh. |